# Günther Kratsch
Günther Kratsch (* 21. Oktober 1930 in Monstab; † 9. Mai 2006) war ein hauptamtlicher Mitarbeiter des Ministeriums für Staatssicherheit (MfS) der DDR. Er war Leiter der Hauptabteilung II (Spionageabwehr).

## Leben
Kratsch wurde als Sohn eines Angestellten geboren. Er besuchte von 1937 bis 1945 die Volksschule und begann anschließend eine Lehre als Verkäufer. Nachdem er von 1948 bis 1950 im Konsum Meuselwitz gearbeitet hatte, trat er im Jahre 1950 der Sozialistischen Einheitspartei Deutschlands (SED) bei. 1951 wurde er bei der Kreisdienststelle des MfS in Altenburg eingestellt und 1952 in die Zentrale des MfS nach Berlin versetzt. Dort arbeitete er in der Abteilung II (1953 in Hauptabteilung II umgewandelt), die für die „Westarbeit“ zuständig war. 1958 wurde Kratsch Referatsleiter in der HA II/1 (amerikanische Dienste).
Im Jahre 1960 wurde Kratsch Abteilungsleiter der Abteilung 2 der Hauptabteilung II. Daneben studierte er ab 1960 an der Hochschule des Ministeriums für Staatssicherheit und schloss das Fernstudium 1965 als Diplom-Jurist ab. Die Stellung des stellvertretenden Leiters der Hauptabteilung II nahm Kratsch, unter Beförderung zum Oberst, im Jahr 1974 ein. Am 15. Februar 1976 wurde er selbst Leiter der Hauptabteilung II als Nachfolger von Werner Grünert.
Am 11. Mai 1977 promovierte Kratsch an der Hochschule des Ministeriums für Staatssicherheit gemeinsam mit vier weiteren Offizieren. Das Thema der Kollektivdissertation lautete: Die sich aus der außenpolitischen Strategie und Taktik der sozialistischen Staatengemeinschaft ergebenden politisch-operativen Aufgaben zum Schutz diplomatischer Vertretungen und bevorrechteter Personen anderer Staaten in der DDR. Grundfragen und Lösungswege zur Aufklärung und Bearbeitung von subversiven Mißbrauchshandlungen durch bevorrechtete Personen nichtsozialistischer und politisch-operativ interessierender Staaten.
Im Dezember 1978 und  Januar 1979 war er mit der Enttarnung von Werner Stiller betraut. In den 1980er Jahren war Kratsch infolge der durch Befehl des Ministers für Staatssicherheit, Erich Mielke, festgelegten Führung der Hauptabteilung II fachlich zuständig und verantwortlich für alle Fragen der Spionageabwehr im MfS. Im Jahre 1985 wurde er zum Generalleutnant befördert. Er wurde von seiner Leitungsfunktion am 6. Dezember 1989 entbunden und am 31. Januar 1990 aus dem aktiven Dienst entlassen. Sein bisheriger Stellvertreter, der Generalmajor Wolfgang Lohse, leitete fortan die Hauptabteilung bis zur Auflösung des MfS/AfNS.
Kratsch war in den Jahren 1992/93 für etwa ein Jahr in Untersuchungshaft.